# Крайнц, Ханс
Ханс Крайнц (нем. Hans Krainz, 13 мая 1906 — 20 мая 1980) — швейцарский ботаник, садовник, специалист по кактусам.

## Биография
Ханс Крайнц родился в Цюрихе 13 мая 1906 года.
Продолжительное время он был руководителем Städtischen Sukkulentensammlung, Цюрих.
Крайнц был почётным членом Schweizerischen Kakteengesellshaft, Deutschen Kakteen Gesellschaft и Gesellschaft Österreichischer Kakteenfreunde.
Он был издателем и главным редактором большой работы Die Kakteen, которая была опубликована в 1954—1975 годах. В ней очень точно и основательно дано ботаническое описание множества видов кактусов.
Ханс Крайнц умер в Цюрихе 20 мая 1980 года.

## Научная деятельность
Ханс Крайнц специализировался на семенных растениях.

## Научные работы
- Die Entwicklung der Kakteenforschung der letzten 20 Jahre und deren Einfluss auf die Liebhaberei. Zürich, 1940.
- Sukkulentenkunde. Jahrbücher der Schweizerischen Kakteen-Gesellschaft. 1947—1963 (Herausgeber).
- Aufbau und Pflege einer Kakteensammlung : Artenwahl, Pflegekalender mit wichtigen Hinweisen und kurzen Anleitungen, Winterpflege und Importenbehandlung. Münsingen: B. Fischer, 1953.
- Kakteen: eine Gesamtdarstellung der eingeführten Arten nebst Anzucht- und Pflege-Anweisungen. Stuttgart, 1956—1975 (Loseblattsammlung, unvollendet).
- Sukkulenten. Zürich, Silva-Verlag, 1958 — mit Pia Roshardt.
- Plantes grasses. Zürich, Silva-Verlag, 1958 (französische Ausgabe von Sukkulenten).

## Почести
Курт Бакеберг назвал в его честь род растений Krainzia Backeb. семейства Кактусовые.